# Riga am Sonntag

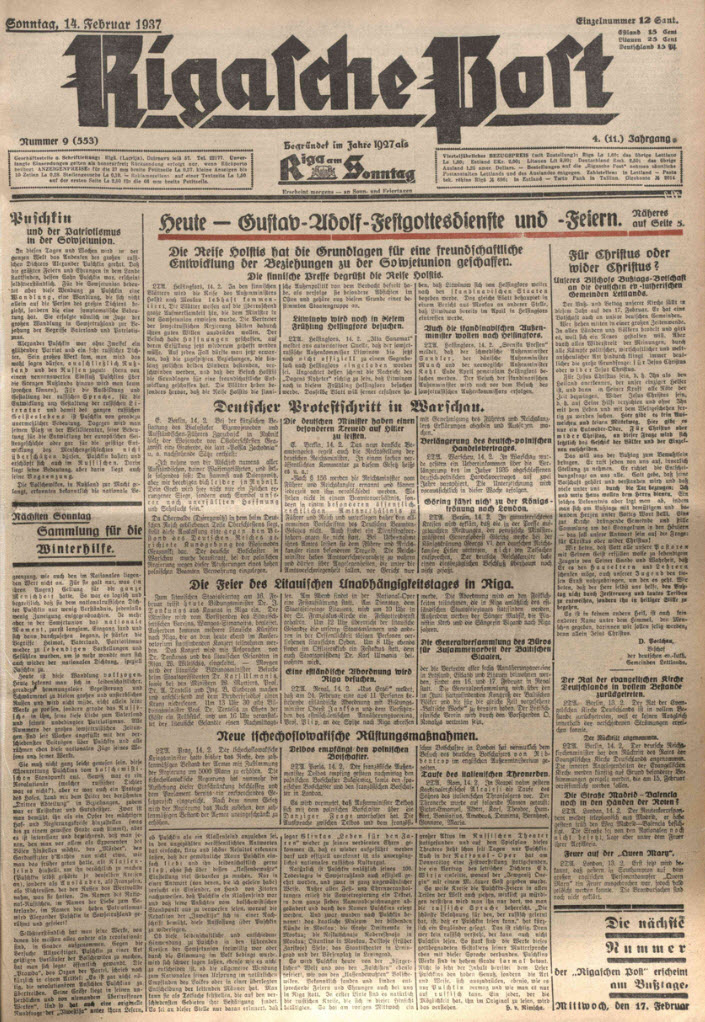
Titelseite vom 14. Februar 1937

Die Riga am Sonntag war eine deutschsprachige Wochenzeitung in Lettland. Sie erschien jeden Sonntag im Baltischen Verlag, erstmals am 18. Dezember 1927, und wurde am 30. September 1934 in Rigasche Post umbenannt. Der Geschäfts- und Redaktionssitz befand sich in Riga in der Dzirnavu iela 57. Im Zuge der Umsiedlung der Deutsch-Balten endete die Herausgabe der Zeitung. Die letzte Ausgabe erschien am 26. November 1939.

## Geschichte
Gründer, Chefredakteur und Herausgeber der Riga am Sonntag war der deutsche Journalist Robert Alexander Riedel (* 1893; † 1945). Die Zeitung wurde als „Blatt des kleinen Mannes“ beziehungsweise „Massenunterhaltungsblatt“ bezeichnet. Zur Leserschaft sollen 41,5 % der werktätigen Deutschbalten gezählt haben. Anfänglich war die Redaktion politisch links verortet, vollzog aber spätestens im Jahr 1931 einen Rechtsschwenk. Historiker beschreiben den Stil der Riga am Sonntag als ein „Konglomerat von völkischen Erneuerungsphrasen und naiver NS-Gläubigkeit.“
Gegen Ende 1933 öffnete sich das Blatt vollständig der ab 1928 sogenannten Deutschbaltischen Volksgemeinschaft. Diese politische Umstellung wurde von deutschbaltischen Industriellen subventioniert und ging auf die Initiative des Publizisten Hans von Rimscha zurück, der bereits zuvor unter dem Pseudonym „Germanicus“ in der Riga am Sonntag regelmäßig Artikel veröffentlicht hatte. Unter seiner Ägide erfolgte im September 1934 die Umbenennung der Zeitung in Rigasche Post, mit Beibehaltung der Jahrgangs- und Ausgabenzählung (Nr. 409 letzte Ausgabe der Riga am Sonntag; Nr. 410 erste Ausgabe der Rigaschen Post).
Nach dem Staatsstreich vom 15. Mai 1934 in Lettland betrieb die Redaktion aktiv Propaganda für das autoritäre Regime von Kārlis Ulmanis.

## Redaktion (Auswahl)
- Robert Alexander Riedel (Chefredakteur)
- Hans von Rimscha (ab Herbst 1933 festangestellt, Außenpolitik)
- Harry Schiller (Innenpolitik)[9]
- Paul Grünberg (Lokales)
- Walter Sadowsky (Wirtschaft)[10]
- Magarete Held (Kritiken)
- Elmar Grünberg (Feuilleton)[11]